# Fonctionnaire dans l'Égypte antique
Le titre de fonctionnaire dans l'Égypte antique apparaît pour la première fois à la Ire dynastie, peu après l'introduction de la police ; à l'époque romaine, ces titres sont bien établis. Sur de nombreux monuments égyptiens il y a un titre, ce qui permet leur identification.

## Principaux titres
Au total, il y en avait plusieurs milliers, mais la plupart ne sont attribués qu'une seule fois, seuls quelques-uns le sont à plusieurs reprises. Ces titres sont une source importante de la connaissance de la gestion administrative dans l'Égypte antique et de la structure de la société.
| m&r | a · Xn | nw · t | y |

| m&r | a · Xn | nw · t | y |

| m&r | pr |

| m&r | pr |

| m&r | niwt | t · Z1 |

| m&r | niwt | t · Z1 |

| m&r | pr · wr |

| m&r | pr · wr |

| m&r | pr | HD | pr |

| m&r | pr | HD | pr |

| m&r | A12 |

| m&r | A12 |

| m&r | xtm · t |

| m&r | xtm · t |

| m&r | kA · t | nb · t | n · t | sw | t · n |

| m&r | kA · t | nb · t | n · t | sw | t · n |

| r · p · a |

| r · p · a |

| nTr | i | t · f |

| nTr | i | t · f |

| K3 · N36 |

| K3 · N36 |

| A21 | n | mi | a · m | niwt |

| A21 | n | mi | a · m | niwt |

| HAt · a |

| HAt · a |

| HAt · a | n | kAp · n | Z4 · N25 |

| HAt · a | n | kAp · n | Z4 · N25 |

| nTr | N42 · t | Ba15 | n · t | i | mn · n | Ba15a |

| nTr | N42 · t | Ba15 | n · t | i | mn · n | Ba15a |

| bit · t | xtm |

| bit · t | xtm |

| H | Xr | b |

| H | Xr | b |

| sw | zA |

| sw | zA |

| sw | zA | n | k · S | T14 | N25 |

| sw | zA | n | k · S | T14 | N25 |

| zAb |

| zAb |

| s | m |

| s | m |

| s | Ab | wa · t · Z1 |

| s | Ab | wa · t · Z1 |

| TA · t · Z1 |

| TA · t · Z1 |

## Liste alphabétique de titres et fonctions
- acolyte : šmsw
- administrateur de biens : ˁḏ-mr, ḫrp
- administrateur de domaine : ḥḳȝ ḥwt
- ami unique (titre de cour) : smr-wˁty
- amiral : imy-rȝ mšˁ n(y) itrw
- artisan : sḏm / ḥmwt / sḏm-ˁš
- assistant de ... : imy-st-ˁ n ...
- barbier : ẖˁḳw
- chambellan : imy-rȝ ˁ-ẖnwti / imy-ḫnt / ḫnty
- chancelier : ḫtmty / ḫtmty bity
- chanteur : ḥsw
- chanteuse de : šmˁyt n
- chef : sšmw / ḥȝwty / ḥry / ḥry-tp
- chef d'atelier : ḥr(y)-šnˁw
- chef de cabinet : jmy-rȝ ˁẖnwti
- chef du conseil : n(y) tmȝ
- chef de la maison : jmy-rȝ pr
- chef de phylè : mty n sȝ
- chef de rameurs : ḥry-ẖny.t
- chef du trésor : jmy-rȝ pr-ḥḏ
- chef de tous les travaux du roi : jmy-rȝ kȝt nbt nt niwt
- chef de ville : jmy-rȝ nwt
- commandant : ṯȝ(w) / ȝṯw
- commandant (grand) : ȝṯw ˁȝ, ḫrp
- compagnon : šmsw / iry
- comptable : ḥsb(w)
- comte : ḥȝ.tj-ˁ
- conducteur de char : kḏn
- connu du roi : rḫ-nsw
- conseiller : imy-is
- conseiller du roi : rḫ-nsw
- constructeur : ḥmw
- constructeur (grand) de ... : ḥmw wr n / ḳd(w) wr n
- contrôleur : ḫrp / sḥḏ
- courtisan : smr
- dame : nbt pr (la dame), nbt (dame de ...)
- danseur : ṯnf
- délégué : idnw
- dignitaire : sȝb / sˁḥ / sr
- directeur : imy-rȝ
- directeur des choses scellées : jmy-rȝ ḫtm.t
- doyen du tribunal : wr n ḏȝḏȝt
- échanson (officier chargé de servir à boire) : wbȝA / wdpw
- envoyé : wpwty
- épouse : ḥmt
- excellence le noble ... (son) : iry-pˁt ḥȝty-ˁ ...
- familier du roi : rḫ-nsw
- fils royal : sȝ nsw / sȝ-njswt n kȝš (fils royal de Koush)
- flabellifère à la droite du roi : ṯȝ ḫw n imnt nsw
- fonctionnaire : sr / sȝb
- fournisseur d'offrandes pour ... : wdn n ...
- gardien : sȝw / sȝwty / mniw
- gardien de troupeau : ˁm
- général : imy-rȝ mšˁ
- général en chef : imy-rȝ mšˁ wr
- généralissime : imy-rȝ mšˁ wr
- gouverneur : ḥȝ.tj-ˁ / ḥḳȝ
- grand chef : wr ˁȝ
- grand des cinq : djw wr (cinq grands prêtres de Thot à Hermopolis)
- grand commandant : Ȝṯw ˁȝ
- grand constructeur de ... : ḥmw wr n / ḳd(w) wr n ...
- grand de : ˁȝ / wr.w n(y).w ȝbḏw (les grands d'Abydos)
- grand des directeurs des artisans : wr ḫ.rpw hmwt
- grand des médecins : wr swnw
- grand prêtre d'Amon : ḥm nṯr tp(y) n Jmn (premier prophète d’Amon)
- grand du trésor : wr n(y) pr-ḥḏ
- grand des voyants : wr-mȝ.w
- greffier : iry mḏȝt
- guerrier : kfˁw
- héraut (officier chargé de messages) : wḥm(w)
- homme de confiance du roi : mḥ ib n nswt
- inspecteur : sḥḏ
- intendant : imy-rȝ pr
- jardinier : ḫnty-š
- maîtresse de maison : nbt pr
- magistrat : sr
- maire de ... : ḥȝ.tj-ˁ n ... / Ḥ3.tj ˁ-n-Njwt (maire de Thèbes)
- maître-artisan : mḏḥ
- majordome : ḥry-pr
- médecin : snnw
- medjaÿ : mḏȝy (auxiliaire de l'armée égyptienne)
- menuisier : mḏḥ
- musicienne de : šmˁyt n / iḥyt
- noble : iry-pˁt / sˁḥ
- nomarque : ḥȝt(y)-ˁ
- notable : sr
- nourrice : mnˁt
- ouvrier : sḏm-ˁš
- paysan : sḫty
- père Divin de ... : it nṯr n ...
- père du dieu : jtj-nṯr
- porte-enseigne : ṯȝ(w)-sryt
- porte-parole : ḥpt
- porte-sandale
- porteur au-devant de ... : rmn m-ḥȝt ...
- porteur de l'éventail à la droite du roi : ṯa(.y)-ḫw ḥr wnmy
- portier : iry ˁȝ
- précepteur : mnˁ n ...
- premier ... : nsw (placé après le titre)
- préposé à ... : iry ...
- prêtre : ḥm-nṯr
- prêtre « aimé du dieu » : mry-nṯr
- prêtre funéraire / prêtre du kA : ḥm-kȝ
- prêtre-lecteur : ẖry-ḥbt
- prêtre-ounro : wn-rȝ
- prêtre-ouâb (prêtre pur) : wˁb
- prêtre ritualiste (celui qui lit les rituels) : ẖry-ḥbt
- prêtre-sem : sm
- prêtre-semouhy : smwḥy
- prêtre-setem : stm
- prêtresse : ḥmt-nṯr
- prince : iry-pˁt / ḥȝt(y)-ˁa (avant la Première Période intermédiaire) / wr / ḥḳȝ
- professeur : sbȝw
- rapporteur : wḥmw
- recluses de ...  : ḫnrwt n ... (+ nom de la divinité)
- représentant : rd
- responsable de : ˁȝ / ḥḳȝ
- rideau (celui du) : tȝyty
- savant : rḫ-iḫt
- scribe : sš
- scribe des contours (dessinateur) : sš-ḳd
- sculpteur : ḳsty / ṯȝ-mḏȝt / gnwty
- sculpteurs : sˁnḫw
- secrétaire : ḥry-sštȝ
- seigneur : nb
- serviteur : sḏmw / bȝk  / šmsw / ḥm / sḏm
- serviteur du domaine : ḥm pr
- serviteur dans la Place de Vérité : Sḏm(.w) ˁš m st Mȝˁt
- serviteur du roi : ḫtm.tj-bjtj
- serviteurs du temple : mȝ(d)iw
- soldat de l'infanterie : ˁnḫ n mšˁ
- sous-chef : imy-ḫt
- sous-directeur : imy-ḫt
- souverain : ḥḳȝ
- stoliste : smȝ
- substitut (de ...) : idnw (n ...)
- suivant : šmsw
- supérieur : ḥry / ḥry-tp / wr
- supérieur des secrets : ḥry-sštȝ
- supérieur des secrets du trésorier de l'offrande divine : ḥry-sštȝ n(y) sḏȝwt(y) ḥtp-nṯr
- trésorier : jmy-rȝ ḫtm.t
- vizir : ṯȝty / ṯȝyty